# Камаєво (Старокуручевська сільська рада)
Кама́єво (рос. Камаево, башк. Камай) — село у складі Бакалинського району Башкортостану, Росія. Входить до складу Старокуручевської сільської ради.
Населення — 243 особи (2010; 310 у 2002).
Національний склад:
- татари — 87 %